# Haubas
Haubas (sabäisch h(w)bs1 „der plötzlich Kommende“ (?)) war ein altsüdarabischer Gott, der im Reich Saba vom 7. Jahrhundert v. Chr. bis ins 3. Jahrhundert n. Chr. verehrt wurde. Nach neueren Annahmen kann es sich auch um eine Göttin gehandelt haben.
In den Götteranrufungen erscheint er zwischen Athtar und Almaqah, was auf einen hohen Rang schließen lässt. Er scheint ähnlich wie Athtar eine kämpferische Schutzgottheit gewesen zu sein, auf eine enge Beziehung zu diesem lässt der Monatsname dhu-Haubas wa-Athtar schließen, zudem war sein Symboltier offenbar die Antilope. Ob er deshalb eine Erscheinungsform von Athtar darstellt, ist jedoch höchst unsicher. Bedeutende Haubas-Heiligtümer befanden sich in ad-Dabir im südlichen Dschauf und in Zalma südlich von Marib.